# Ap (Wasser)
Ap (áp) ist im Sanskrit der Veden die Bezeichnung für Wasser. Im klassischen Sanskrit erscheint das Wort nur noch im Plural als āpas, von dem dann wiederum ein Singular āpa- rückgebildet werden kann.

## Etymologie

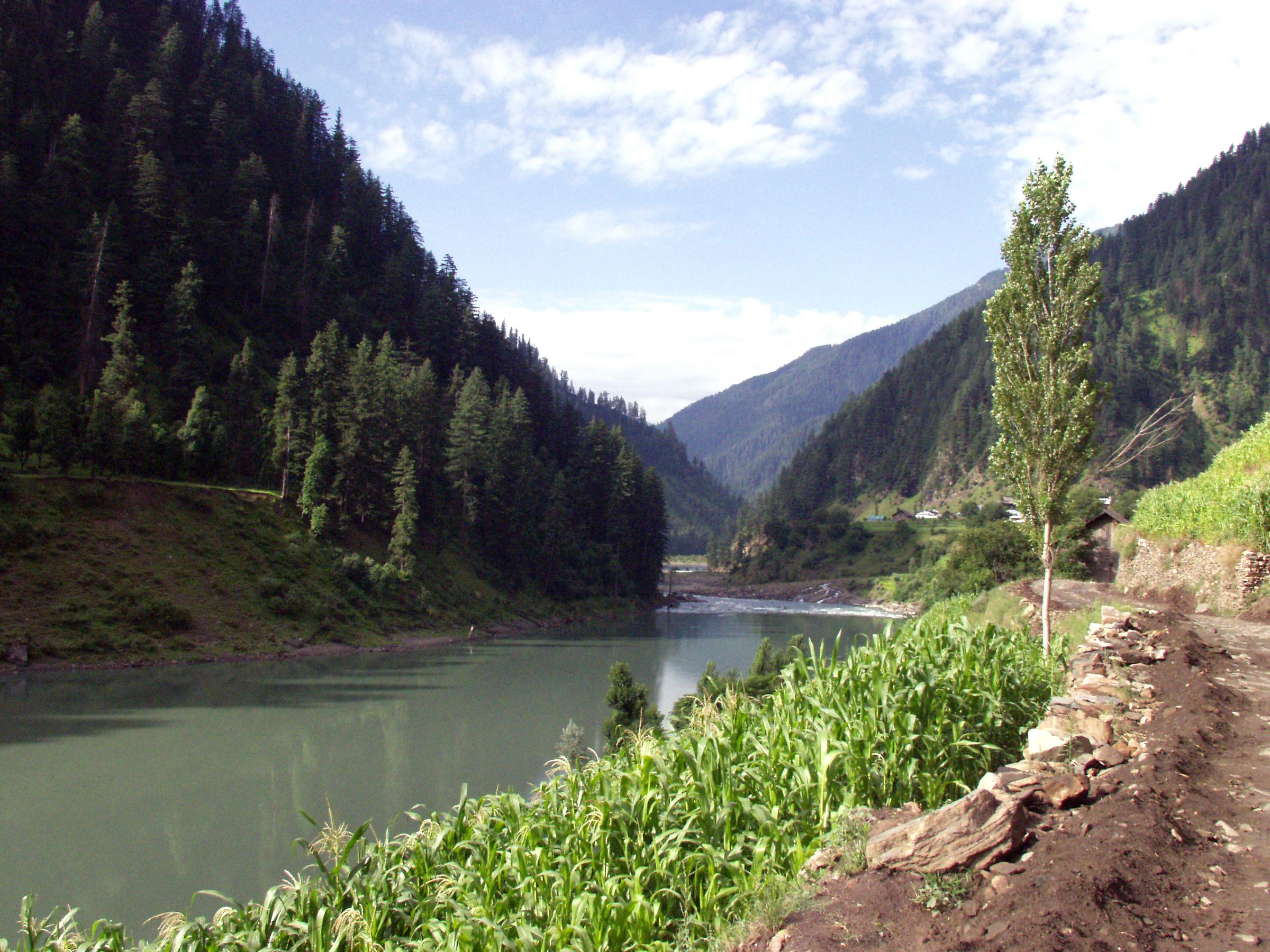
Der Jhelam in Pakistan

Ap ging aus der indogermanischen Wurzel hxap hervor, ebenfalls mit der Bedeutung „Wasser“. Als indoiranisches Wort überlebte es im persischen Wort für Wasser, āb, aus dem sich beispielsweise Punjab gebildet hat. Punjab (panj-āb) bedeutet wörtlich „fünf Wasser“, gemeint sind die fünf großen Flüsse der Indus-Ebene. Denkbar ist eine Verbindung zur isolierten Sprache des Sumerischen, dessen Wort für Meer ab ist.
In archaischen, laryngalen Ablautzusammenziehungen des vedischen Sanskrit bleibt die indogermanische Wurzel weiterhin erkennbar. So leitet sich beispielsweise pratīpa mit der Bedeutung „gegen die Strömung“ von proti-hxp-o- ab.

## Bedeutung in den Veden
Im Rigveda finden sich mehrere Hymnen, die den Wassern (āpas) gewidmet sind:
2, 35, 7,49, 10, 9, 10,30 und 10,47. In letzterer Strophe stehen die Wasser mit der von Indra geschickten Dürre in Zusammenhang. Auch der Feuergott Agni hat eine enge Verbindung zu Wasser und wird oft als Apām Napāt (Abkömmling des Wassers) bezeichnet. Die weibliche Gottheit Apah ist die Herrscherin des Purva Ashada (zu Deutsch Vorderer Unbesiegbarer) in der vedischen Astrologie.
Im Hinduismus steht der Begriff Ap für das Element Wasser und gehört zu den Panchamahabhuta, den fünf großen Elementen. Er kann auch für Varuna stehen, der Personifizierung des Wassers, der in späteren Auflistungen der Puranas zu den Vasu gerechnet wurde.

## Bedeutung im Avesta
Die zum Veda homologen Wassergenien Apas (auch āpas) im Avesta leiten sich vom Singular āpō ab, aus dem der weibliche Plural āpas gebildet wurde. Die Wassergeister sind somit weiblich. Äquivalentformen im Mittelpersischen sind ābān/Ābān (mit den Alternativformen āvān/Āvān). Hieraus ging im Gujarati dann āvā/Āvā hervor, das aber nur noch im religiösen Bereich verwendet wird.
Das avestische Substantiv āpas stimmt somit exakt mit der Sanskritbezeichnung überein und beide beziehen sich auf die protoiranische Wurzel *ap-.
Wasser wird folglich – ob als einzelne Tropfen oder Wellen oder kollektiv als Bäche, Tümpel, Flüsse oder Brunnen – von den Apas repräsentiert, einer Gruppierung von Wassergottheiten. In beiden Kulturen ist somit eine vollständige Übereinstimmung von Gottheit(en) mit dem Element erzielt. Daher sieht es das Rigveda auch als heilsam an, die Wassergenien zu trinken und das Avest empfiehlt, ein Bad in ihnen zu nehmen.
Im Zoroastrianismus ist bis auf den heutigen Tag eine tiefgehende Verehrung  für Wasser verankert. Dies wird schon darin ersichtlich, dass neben den Apas allein sieben Gottheiten dem Element Wasser geweiht sind. In strenggläubigen Haushalten werden regelmäßig rituelle Darbringungen an den heimischen Brunnen oder an den Fluss gemacht. Die ape zaothra-Zeremonie des Yasna bedeutet wortwörtlich Stärkung des Wassers.